# 巴里萨尔多
巴里萨尔多（義大利語：Bari Sardo），是意大利撒丁大区努奥罗省的一个市镇。总面积37.53平方公里，人口3961人，人口密度105.5人/平方公里（2009年）。ISTAT代码为105002。